# Голландский коллаборационизм во Второй мировой войне
Голландский коллаборационизм во Второй мировой войне — сотрудничество голландских военных и гражданских лиц с войсками нацистской Германии в ходе Второй мировой войны. По данным Михаила Семиряги, в войсках СС служили около 40 тысяч голландцев.

## Военные соединения СС

### 5-я танковая дивизия СС «Викинг»
После захвата немцами Нидерландов и оккупации её территорий немецкие пропагандисты стали призывать «расово приемлемых» голландцев вступать в войска СС для борьбы против большевизма. Уже 20 ноября 1940 года начало формироваться первое военное соединение, в составе которого служили голландцы — 5-я танковая дивизия «Викинг» (в составе дивизии, как следует из названия, служили также скандинавские коллаборационисты). Голландцы, фламандцы и скандинавы составляли не более 10 % от личного состава дивизии.
Ещё раньше 21 июня 1940 года в Нидерландах была создана основа 5-й дивизии — СС-Штандарте полк «Вестланд». Свой вклад в создание добровольческого отряда СС внёс и Антон Мюссерт, глава Национал-социалистического движения в Нидерландах. Также в 5-ю дивизию вошли добровольцы из полков «Нордланд» и «Германия». Дивизия воевала в СССР на Южном фронте в составе группы армий «Юг».
В 1942 году 5-я дивизия СС воевала на Кавказе, но после окружения и разгрома пяти немецких армий в Сталинграде отступила в Ростов. В марте 1943 года дивизия была переквалифицирована в моторизованную дивизию СС. В том же году участвовала в боях за Украину, но под Черкассами попала в окружение и потеряла около половины личного состава. Восполнить его удалось только в Польше в 1944 году. В самом конце войны дивизия участвовала в контратаке под Будапештом. 5 мая 1945 года дивизия «Викинг» официально была расформирована, а 13 мая добралась до американской зоны оккупации Австрии, где и сдалась в плен.

### 11-я добровольческая моторизованная дивизия СС «Нордланд»
Часть голландцев, которые не прошли в 5-ю танковую дивизию, перешли в 11-ю добровольческую моторизованную дивизию «Нордланд». Помимо голландцев, в дивизии служили коллаборационисты из Дании, Норвегии и Финляндии, однако их число точно так же составляло очень малую долю от всего личного состава. Большая часть дивизии была укомплектована этническими немцами из Хорватии. Дивизия участвовала в борьбе с хорватскими партизанами и поддерживала усташей. На Восточном фронте дивизия понесла большие потери под Ленинградом и Нарвой, и только вовремя совершённая эвакуация спасла их от попадания в «Курляндский котёл». Окончательно дивизия была уничтожена в битве за Берлин, остатки её состава сдались 2 мая 1945 года.

### 23-я добровольческая моторизованная дивизия СС «Недерланд» (1-я голландская)

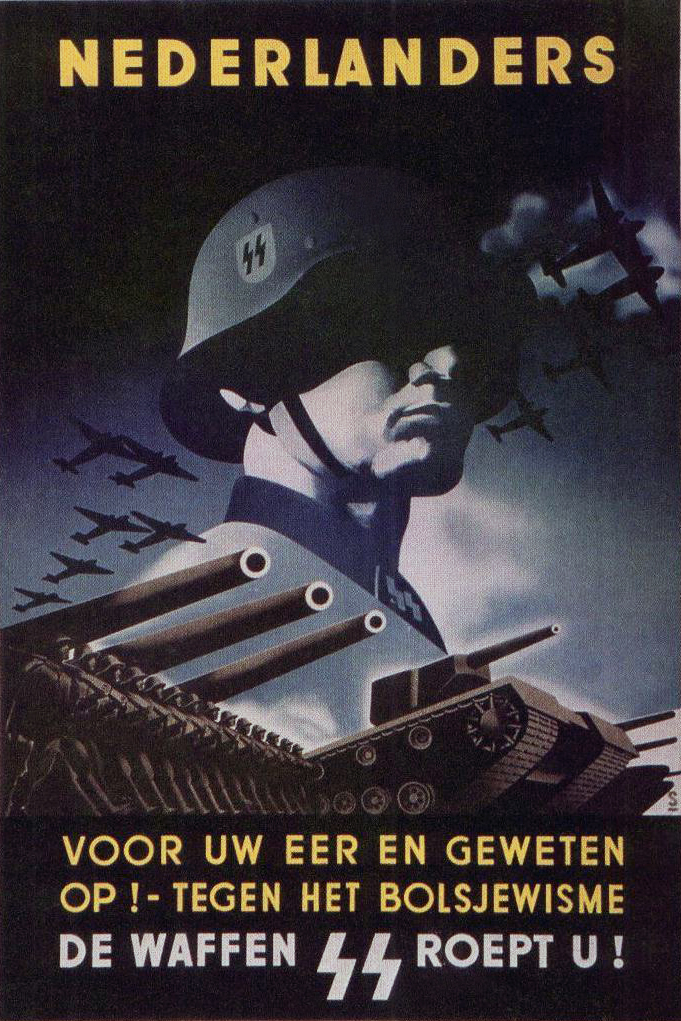
Пропагандистский плакат дивизии СС «Недерланд»

Символика дивизии СС «Недерланд»

23-я моторизованная дивизия «Недерланд» — самая известная дивизия СС, в составе которой воевали голландцы. Основой для неё был созданный в апреле 1941 года полк «Нордвест», который потом был преобразован в добровольческое соединение СС «Нидерланды». Одним из основателей дивизии был Артур Зейсс-Инкварт, рейхскомиссар Нидерландов, который привлекал добровольцев к «крестовому походу против большевизма». Зейсс-Инкварт также занимался поиском и уничтожением евреев Нидерландов.
Легион «Нидерланды» понёс крупные потери на Восточном фронте, что привело к его возвращению в Нидерланды в 1943 году. Состав был пополнен до 6 тысяч человек к августу 1943 года, и сформировалася 4-я добровольческая моторизованная бригада СС «Недерланд». Состояла из двух полков: 49-го полка СС «Генерал Зейффардт» и 48-го полка СС «Де Рюйтер». Эта бригада продолжила бои на Восточном фронте в январе 1944 года, защищая Нарву. В Прибалтике она была почти полностью уничтожена, а остатки образовали наконец 23-ю дивизию СС, но и она была разгромлена (уже под Данцигом).

### 34-я добровольческая пехотная дивизия СС «Ландсторм Недерланд» (2-я голландская)
Была создана из бригады «Ландшторм Недерланд», которая образовалась в 1943 году и обороняла Бельгию от войск Союзников. 34-я дивизия появилась официально в феврале 1945 года, но по силе уступала любой другой дивизии. 5 мая 1945 сдалась в плен союзникам.

## Известные коллаборационисты
- Антон Мюссерт, глава НСБ
- Макс Блокзийль, журналист
- Гендрик Зейффардт, генерал, глава полиции. Убит членами Движения Сопротивления
- Эрнст ван Раппард, доброволец Ваффен-СС
- Анс ван Дейк, еврейка, выдавшая нацистам и виновная в гибели 700 человек. Единственная женщина, приговорённая к смертной казни за коллаборационизм в Нидерландах.
- Питерс, Андрис Ян